# Балла, Адам Иванович
Адам Иванович Балла (1764—1812) — русский генерал-майор, участник Отечественной войны 1812 г., герой Смоленского сражения

## Биография
Адам Балла родился в 1764 году в городе Масхопол. Родом грек, «архонтский сын», из Мореи, он десяти лет от роду был вывезен в 1774—1775 гг. в Россию в числе других греков, спасавшихся от гонений турок после Морейского (Пелопоннесского) восстания, и был определён для обучения во вновь открывшуюся тогда при Артиллерийском и Инженерном корпусе Гимназию Чужестранных Единоверцев, более известную под названием Греческого корпуса. Окончив здесь курс, Балла в 1782 г. поступил подпоручиком в Алексопольский пехотный полк и, по выражению А. В. Висковатова, тотчас же отправился «прямо в огонь, против бунтовавших в Крыму татар». После подавления восстания находился при приведении к присяге русскому престолу жителей Крыма и за отличное выполнение возложенных на него обязанностей был произведён в чин поручика.
21 июля 1786 г. он был переведён в Лифляндский егерский корпус, и с 1787 по 1791 г., уже в чине капитана, участвовал в войне с турками, особенно отличившись в кровопролитных штурмах Очакова и Измаила, доставивших ему чины секунд-майора (6 декабря 1788 г.) и премьер-майора (11 декабря 1790 г.) и Похвальный лист от Суворова. Кроме того, Балла был награждён золотыми крестами «За службу и храбрость» (за взятие Очакова) и «За отменную храбрость» (за взятие Измаила). А. И. Балла также участвовал в кампании 1792 и 1793 гг. против польских конфедератов, уже командуя 4-м батальоном Лифляндских егерей.
21 октября 1797 г. назначен командиром 12-го егерского полка, с 17 января по 8 мая 1799 г. был шефом этого полка, затем снова командиром. 2 марта 1800 года назначен шефом 11-го егерского полка. Пожалованный 30 октября 1798 г. в полковники, Балла 2 марта 1800 г. произведён, вне очереди, в чин генерал-майора за отличное состояние полка.
В 1800 году генерал Балла женился на своей соотечественнице Ульяне Ивановне Стасинос. В браке родилось трое детей: две дочери и сын, получивший образование в 1-м Кадетском корпусе.
В 1806 г. Балла снова выступил в поход во вновь разгоревшейся войне с Турцией, где участвовал во многих сражениях, в том числе при занятии крепости Бендер. Особенно отличился при осаде Измаила 1806—1809 гг. При отражении вылазки 5000 турок, 7 марта 1809 г., Балла лично водил своих егерей в атаку и был серьёзно контужен в правое плечо. За проявленное мужество он был награждён орденом св. Анны 2-й степени и назначен командовать флотилией, находившейся у полуострова Чатал. На этом посту он тоже не раз отражал вылазки турок. Кроме того, генерал Балла вёл переговоры с турками во время осады: как отмечает в своих записках А. Ф. Ланжерон, А. И. Балла завоевал доверие турок, в особенности одного из участников обороны крепости, двухбунчужного паши Измаила, так как был назначен сопровождать его отца после того, как тот был ранен и пленён во время битвы под Мачином. Переговоры о сдаче Измаила (1809) также вёл генерал Балла, и его 11-й егерский полк первым вошёл в крепость. За отвагу, проявленную при взятии Базарджика в следующем 1810 г. Балла был награждён крестом «За отличную храбрость» и орденом св. Анны 1-й степени при Высочайшем рескрипте: «В воздаяние отличной храбрости, оказанной Вами в 22-й день Мая сего года, противу Турков, где Вы, командуя в авангарде Генерал-Майора Воинова всею пехотою, были виновником сорвания батареи у неприятеля, поражая его всюду, как в ретраншементах, как и в самих улицах, — жалую Вас Кавалером Ордена Св. Анны 1 класса». В том же году Балла был назначен командиром 3-й бригады 7-й пехотной дивизии, входившей в состав 6-го пехотного корпуса генерала Дохтурова.
На долю этого корпуса во время Отечественной войны выпала одна из первых боевых задач — оборона Смоленска 5-го (16-го) августа 1812 года. В этот день корпус Д. С. Дохтурова сменил у стен Смоленска 7-й пехотный корпус Н. Н. Раевского, оборонявший город накануне. 7-я пехотная дивизия П. М. Капцевича защищала Рославльское и Мстиславльское предместья. Балла, находившийся в передней цепи стрелков, был трижды ранен и умер от ран. В «Воспоминаниях о войне 1812 года…» поручика Н. Е. Митаревского находится описание похорон генерала; по свидетельству Н. Е. Митаревского, Балла был похоронен на кладбище при каменной церкви, находящейся примерно в 10 верстах от Смоленска. Предположительно, это храм Св. Антония и Феодосия Печерских в пос. Печерск или церковь в с. Корохоткино, которая не сохранилась до наших дней.
Исключен из списков умершим от ран 31 октября 1812 г. После гибели А. И. Баллы Александр Первый даровал его семье имение Малигоново в Ананьевском уезде Херсонской губернии.
Современники отзывались о генерале Балле как об отважном и добром человеке. Ф. Н. Глинка писал о нём: «Все жалеют о смерти отличного по долговременной службе, необычайной храбрости и доброте душевной генерала Баллы, который был убит 5-го числа в передней цепи стрелков» («Письма русского офицера») Н. Е. Митаревский в своих мемуарах рассказывал о том, что «все отзывались о генерале Балле как о добром старике и храбром генерале».
Среди прочих наград Балла имел ордена св. Владимира 3-й степени, св. Георгия 4-й степени (26 ноября 1804 г., № 1559 по списку Григоровича — Степанова) и золотую шпагу с алмазами и надписью «За храбрость».
При собирании по воле императора Александра I портретов для Военной галереи Зимнего дворца портрета Баллы не отыскалось, и потому в этой галерее существует одна лишь вызолоченная рама с именем этого героя. О внешности генерала известно только, что он был человеком невысокого роста, несколько худощавым.